# خاره آذرخش

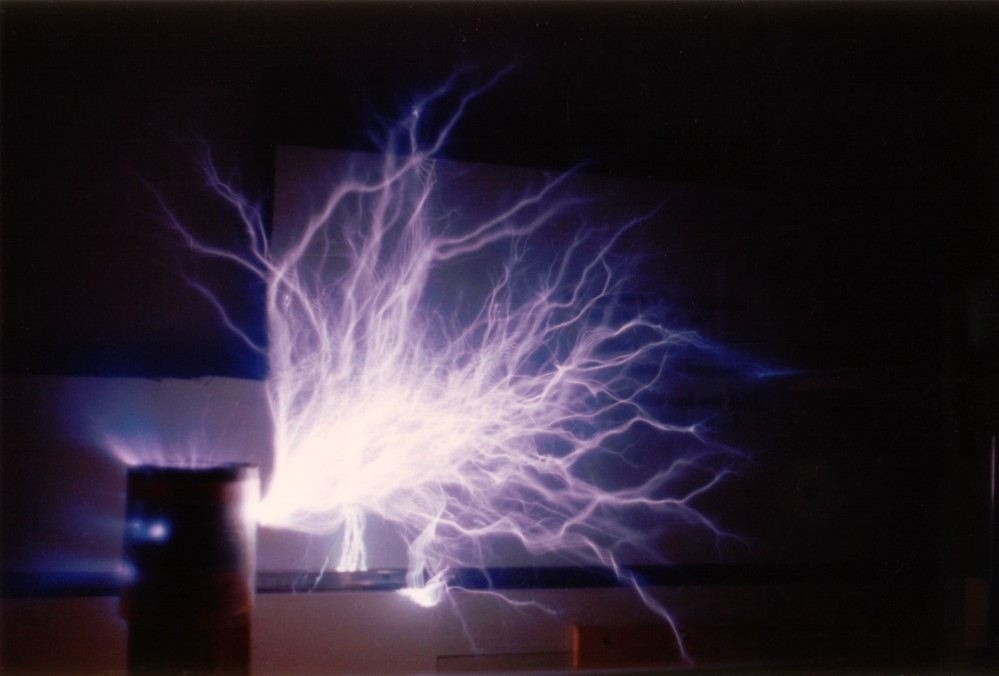
نمایی از خاره آذرخش که توسط سیم‌پیچ تسلا ایجاد شده است.

خاره آذرخش یا تخلیه جارویی (انگلیسی: Brush discharge) نوعی شکست الکتریکی مشابه کرونا است که بر روی یک الکترود در شرایطی که ولتاژی بالا به آن اعمال شود روی می‌دهد. از آنجایی هنگامی که خاره آذرخش روی می‌دهد شکل آن شبیه جارو هست به آن تخلیه جارویی نیز می‌گویند.
سیم‌پیچ تسلا می‌تواند خاره آذرخش تولید کند.